# Henrik Lundström
Henrik Lundström (ur. 13 listopada 1979 w Mölndal) – szwedzki piłkarz ręczny, reprezentant kraju. Gra na pozycji lewoskrzydłowego. W kadrze narodowej zadebiutował w 2003 roku. Od sezonu 2012/13 będzie ponownie występował w szwedzkim Redbergslids Göteborg. W drużynie z Göteborga występował już w latach 1997-2004. Przez 8 sezonów (od 2004/05 do 2011/12) występował w Bundeslidze, w drużynie THW Kiel.

## Sukcesy
- Mistrzostwo Szwecji:  (1999, 2001, 2002)
- Mistrzostwo Niemiec:  (2005, 2006, 2007, 2008, 2009, 2010, 2012)
- Puchar Niemiec:  (2005, 2007, 2008, 2009, 2010, 2012)
- Superpuchar Niemiec:  (2005, 2007, 2008)
- Liga Mistrzów:
  -  (2007, 2010, 2012)
  -  (2008, 2009)

## Nagrody indywidualne
- Najlepszy lewoskrzydłowy roku w Szwecji: 2003